# 折甜茅
折甜茅（学名：Glyceria plicata）为禾本科甜茅属下的一个种。种名 plicata 意为“折扇状的”、“有褶皱的”。